# 27985 Remanzacco
27985 Remanzacco este un asteroid din centura principală de asteroizi.

## Descriere
27985 Remanzacco este un asteroid din centura principală de asteroizi. A fost descoperit pe 2 noiembrie 1997 la Remanzacco la Observatorul Remanzacco. Asteroidul prezintă o orbită caracterizată de o semiaxă mare de 2,88 ua, o excentricitate de 0,03 și o înclinație de 3,1° în raport cu ecliptica.